# Kagalana tonde
Kagalana tonde är en kräftdjursart som beskrevs av Bruce 2008. Kagalana tonde ingår i släktet Kagalana och familjen Cirolanidae. Inga underarter finns listade i Catalogue of Life.